# Stewartia cordifolia
Stewartia cordifolia är en tvåhjärtbladig växtart som först beskrevs av Hui Lin Li, och fick sitt nu gällande namn av J. Li och Ming. Stewartia cordifolia ingår i släktet Stewartia och familjen Theaceae. Inga underarter finns listade i Catalogue of Life.